# Oecetis testacea
Oecetis testacea är en nattsländeart som först beskrevs av Curtis 1834.  Oecetis testacea ingår i släktet Oecetis och familjen långhornssländor. Arten är reproducerande i Sverige. Utöver nominatformen finns också underarten O. t. orientalis.